# Aline Zeler
Aline Zeler (Libramont-Chevigny, 2 giugno 1983) è una calciatrice belga, di ruolo attaccante.
Dal 2005 al 2019 ha vestito la maglia della nazionale belga, disputando l'Europeo dei Paesi Bassi 2017, e al momento del ritiro, con 111 presenze, risulta la giocatrice con più presenze di sempre.

## Carriera

### Club
Nata a Libramont-Chevigny, inizia a giocare a calcio nel Bercheux, passando in seguito a Vaux-sur-Sûre, Ste Ode e Warmifontaine. La prima esperienza fuori dalle giovanili è con il Tenville Sports, dove rimane fino al 2004, quando si trasferisce allo Standard Liegi, rimanendovi due stagioni, vincendo una Coppa del Belgio. Nel 2006 va a giocare all'Anderlecht, rimanendo 3 stagioni nella capitale belga, ottenendo due secondi e un quinto posto. Nella stagione 2009-2010 vince il campionato con il Sint-Truiden, chiudendo con 35 gol e conquistando il titolo di capocannoniere. Dopo una sola stagione in gialloblu ritorna allo Standard Liegi. Qui esordisce in Champions League, il 27 settembre 2011, nella sconfitta casalinga per 2-0 con le danesi del Brøndby, nell'andata dei sedicesimi di finale. La sua seconda esperienza a Liegi dura sette stagioni, nelle quali colleziona 5 campionati (2011 e 2012 quando il torneo si chiamava Division 1, 2015, ultima delle tre edizioni della BeNe League, campionato comprendente anche squadre olandesi, 2016 e 2017, con il campionato tornato ad essere solo belga). Vince anche due Coppe del Belgio (2012 e 2014) e due BeNe Super Cup (2011 e 2012). Si laurea capocannoniere nelle stagioni 2010-2011 con 32 gol e 2015-2016 con 14 reti.

### Nazionale

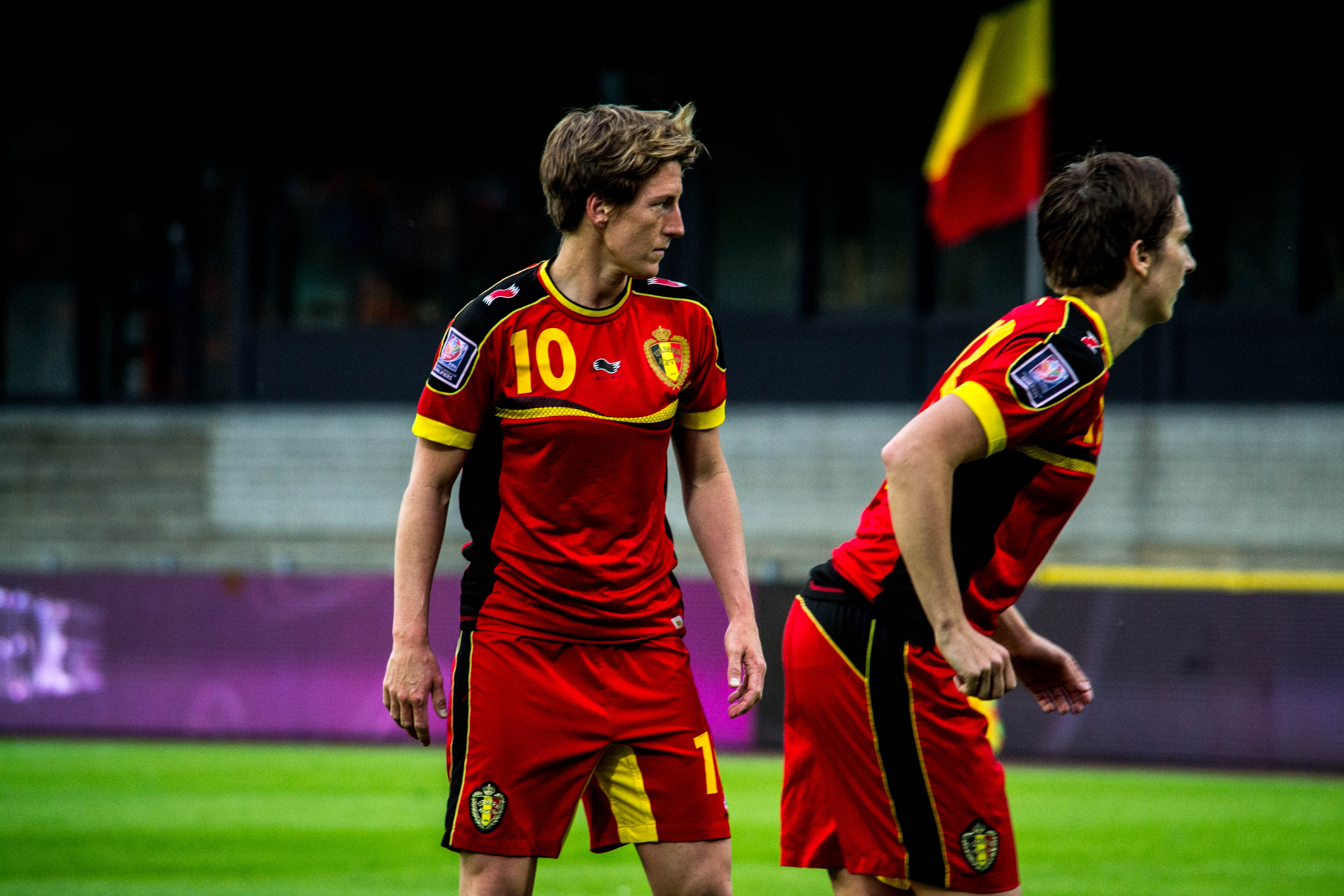
Zeler nel 2014 con la nazionale belga

Esordisce in nazionale il 31 agosto 2005, a 22 anni, nella gara persa 3-0 in casa a Strombeek-Bever contro la Finlandia nelle qualificazioni al Mondiale in Cina del 2007, giocando titolare. In precedenza aveva già giocato un'amichevole non ufficiale, il 12 marzo dello stesso anno, perdendo 2-0 in trasferta a Cork contro l'Irlanda.
Alla terza presenza trova il suo primo gol, nella sconfitta per 3-2 del 30 ottobre in casa a Lovanio contro la Polonia, sempre nelle qualificazioni al Mondiale 2007, realizzando la rete che fissa il risultato definitivo al 68'.
Il 5 settembre 2009 segna una tripletta nel successo per 7-2 sul campo della Romania in amichevole.
Realizza un'altra tripla marcatura il 26 ottobre 2013, quando firma le prime tre reti nella vittoria per 7-1 a Livadeia, in casa della Grecia, nelle qualificazioni al Mondiale 2015 in Canada.
Nel 2017 il CT belga Ives Serneels la convoca per gli Europei nei Paesi Bassi, prima partecipazione di sempre per le Red Flames, che escono al girone, chiudendo terze dietro a Paesi Bassi e Danimarca, poi finaliste, ma davanti alla Norvegia, battuta 2-0 nella seconda gara del torneo. Zeler è impiegata in tutte e tre le partite.

## Palmarès

### Club
- Super League: 3

Standard Liegi: 2015-2016, 2016-2017
Anderlecht: 2017-2018
- BeNe League: 1

Standard Liegi: 2014-2015
- BeNe Super Cup: 2

Standard Liegi: 2011, 2012
- Coppa del Belgio: 3

Standard Liegi: 2005-2006, 2011-2012, 2013-2014
- Division 1 (calcio femminile Belgio): 3

Sint-Truiden: 2009-2010
Standard Liegi: 2010-2011, 2011-2012

### Individuale
- Capocannoniere della Division 1: 2

Sint-Truiden: 2009-2010 (35 gol)
Standard Liegi: 2010-2011 (32 gol)
- Capocannoniere della Super League: 1

Standard Liegi: 2015-2016 (14 gol)